# Kapuzinerkloster Neumarkt in der Oberpfalz
Das Kapuzinerkloster Neumarkt ist ein ehemaliges Kloster der Kapuziner in Neumarkt in der Oberpfalz in Bayern in der Diözese Eichstätt.

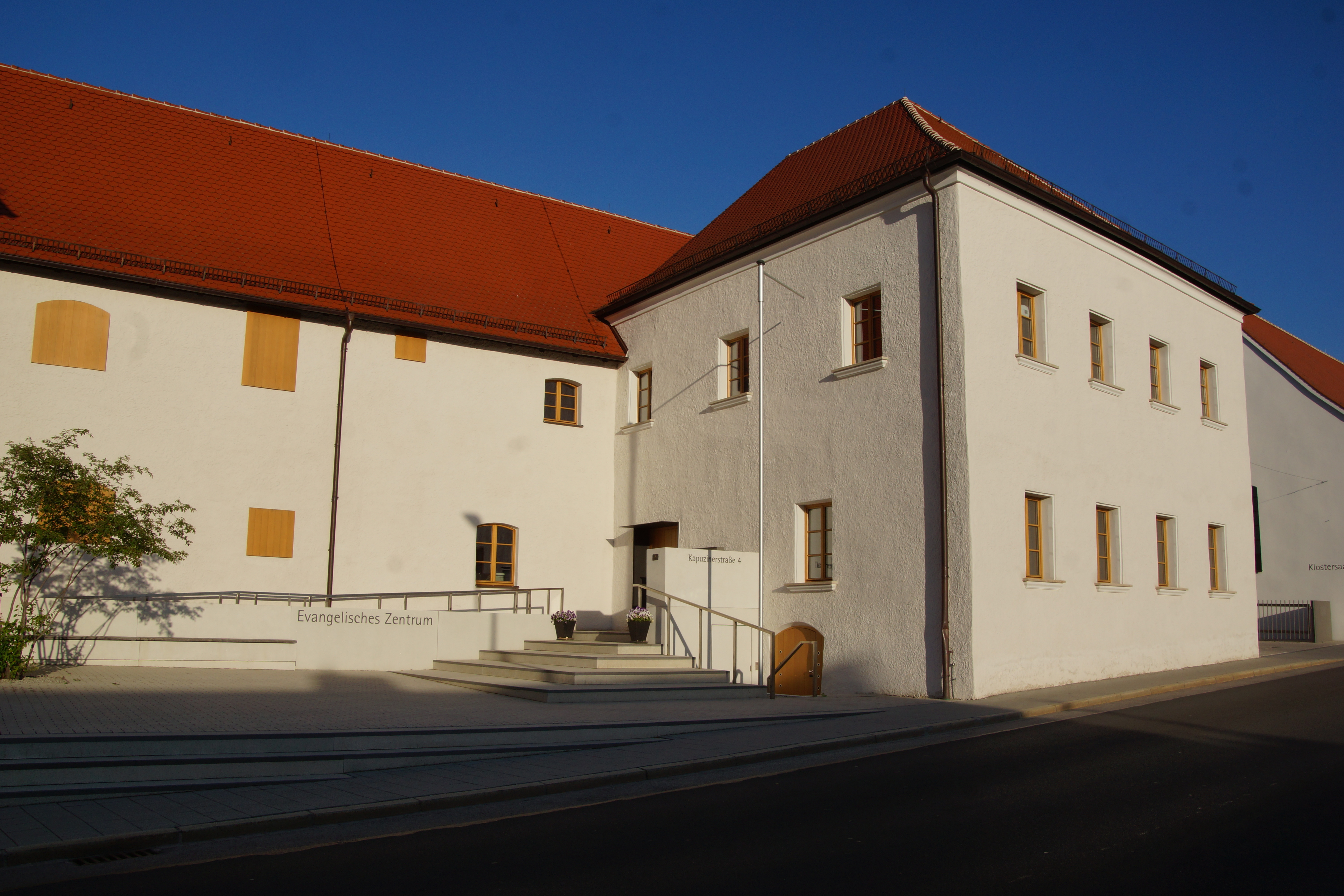
Kapuzinerkloster

## Geschichte

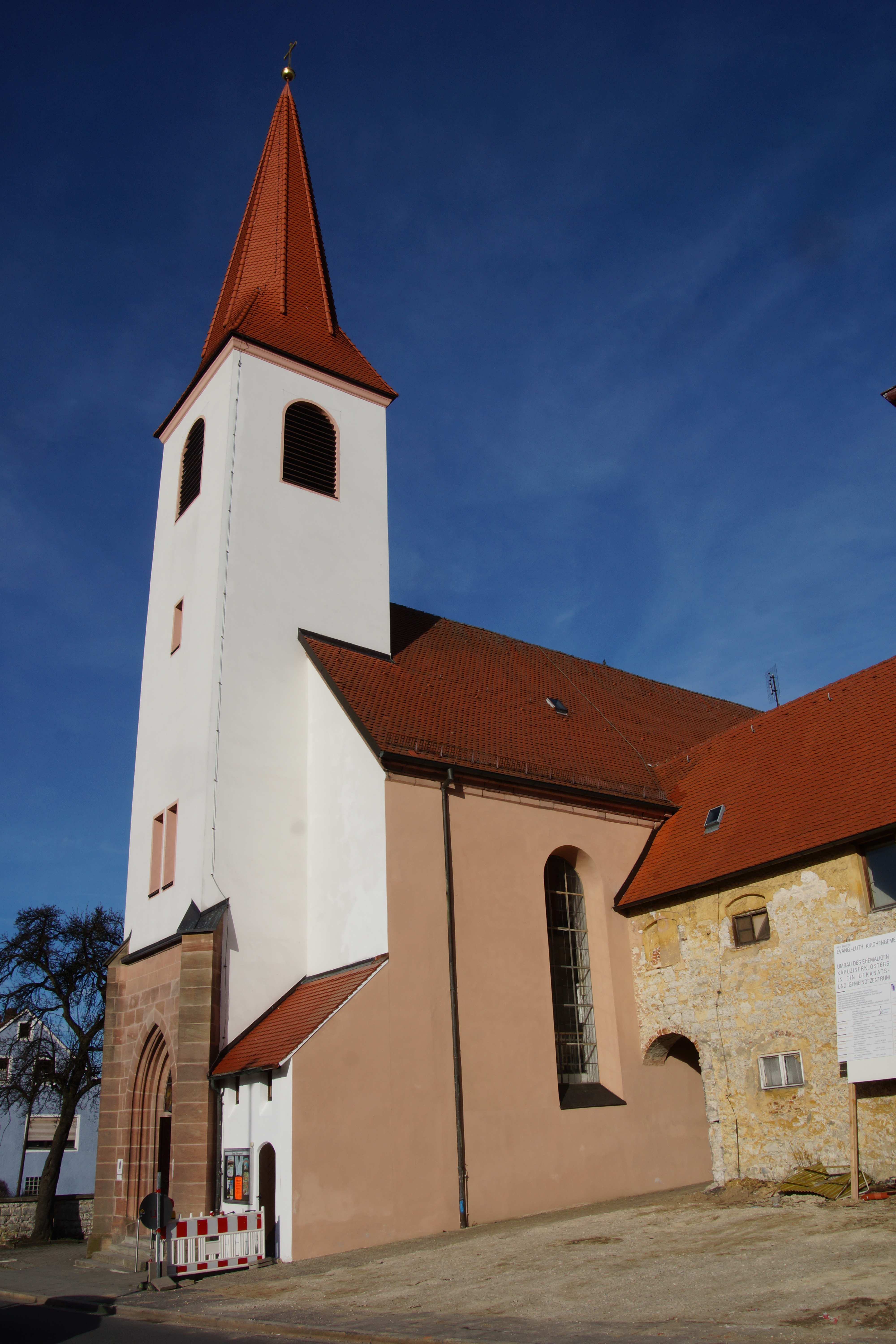
Ehemalige Klosterkirche

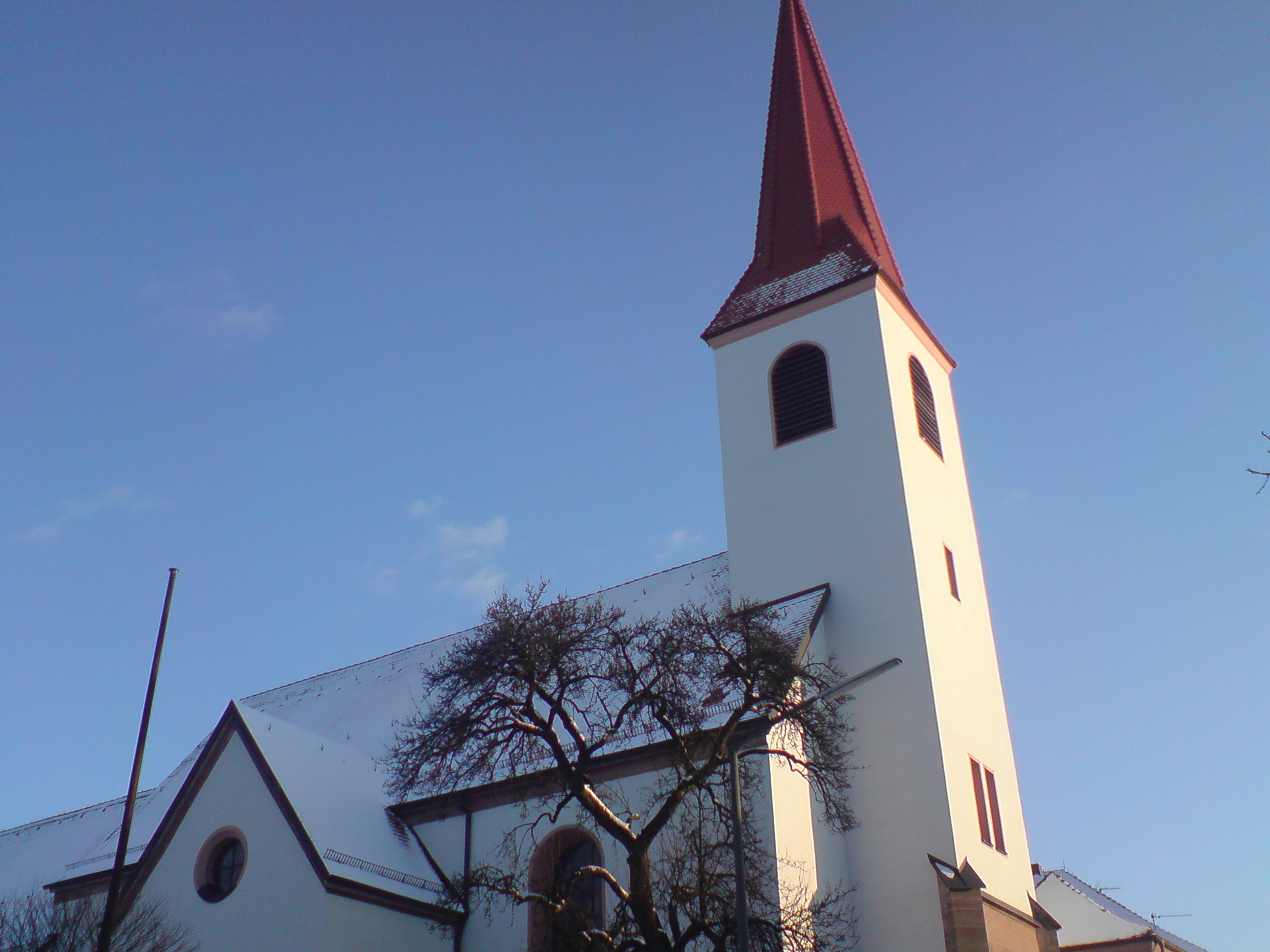
Evangelische Christuskirche Neumarkt

Die Stadt Neumarkt war bis zum Dreißigjährigen Krieg Territorium der Kurfürsten von der Pfalz und reformiert. Nach der Schlacht am Weißen Berg wurde die Oberpfalz von bayerischen Truppen besetzt. Unter deren Aufsicht erfolgte die Rekatholisierung. In Neumarkt übernahmen dazu ab 1620 die Kapuziner die Seelsorge; auf Bitten von Kurfürst Maximilian I. kamen am 17. September 1627 zwei Patres in die Stadt; sie lebten zunächst in dem Neumarkter Schloss, dann zogen sie in ein von dem calvinischen Hofprediger genutztes Haus neben der Hofkirche. Es ergaben sich Konflikte mit den hier angesiedelten Jesuiten, welche die Stadtkirche betreuten, was 1629 zu deren Abzug führte. Am 29. Juni 1633 eroberten schwedische Truppen die Stadt und nahmen alle Weltgeistlichen gefangen, die Kapuziner blieben unbehelligt, ihnen wurde sogar die Betreuung der Stadtkirche übertragen. 1634 mussten sie die Stadt verlassen, 1634 konnten sie aber wieder zurückkehren.
Grundsteinlegung für das Kloster war am 3. Juli 1674. Der Klosterbau wurde im Osten vor den Mauern der Stadt, auf dem Terrain des ehemaligen Hofgartens, unter Verwendung von Steinen der Burgruine Wolfstein errichtet. Die dazugehörige Klosterkirche wurde 1674 bis 1677 erbaut. Am 3. Oktober 1677 wurde die Kirche vom Eichstätter Weihbischof Ludwig Wilhelm Benz dem Hl. Antonius von Padua geweiht. Auf Bitten des Guardians Pipin wurde 1761 ein eigenes Brauhaus errichtet. Das Wirken der Kapuziner ging über Neumarkt hinaus, 1750 errichteten sie in Sulzbürg und 1760 in Pyrbaum ein Hospiz für die Betreuung dortiger Katholiken, nachdem das protestantische Geschlecht der Freiherren von Wolfstein dort 1740 ausgestorben war.

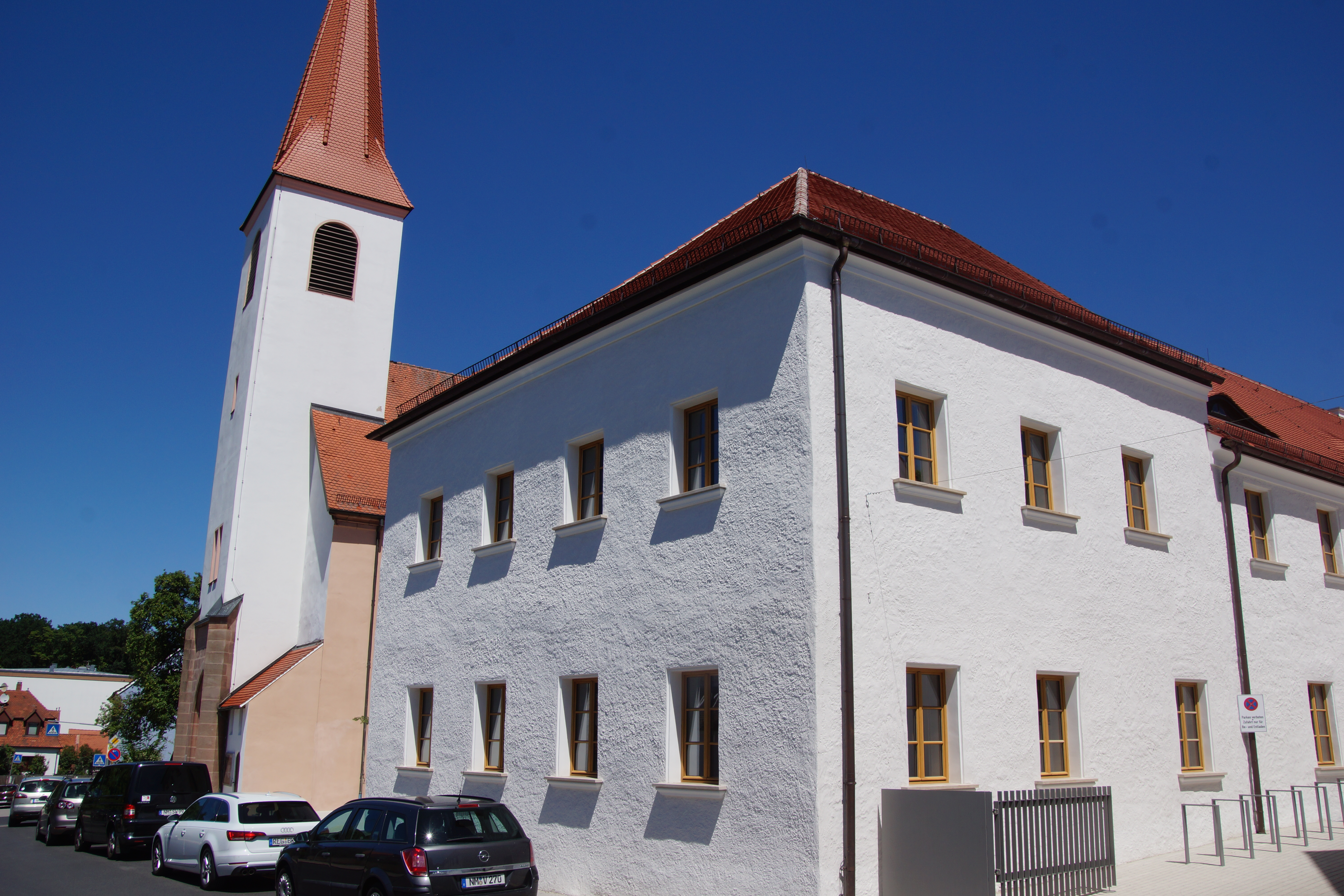
Kapuzinerkloster, nach der Sanierung

Das Kloster der Kapuziner bestand bis 1802 und wurde dann im Zuge der Säkularisation in Bayern aufgelöst. Am 7. Juli 1802 erhielten die Kapuziner die Anweisung, in das Kloster in Altötting zu wechseln. 16 Patres, zwei Kleriker und fünf Laienbrüder verließen Neumarkt am 10. Juli 1802 mit sechs Kutschen und zwei Gepäckwagen.
Die Klostergebäude wurden verkauft und das Inventar versteigert. Ein Teil der Anlage wurde als Brauhaus genutzt, ein anderer zimmerweise an Arme vergeben. Die Kirche diente längere Zeit als Scheune. Später wurde in einem restaurierten Teil des Klosters eine Mädchenschule untergebracht. Ab 1855 wurde die Kirche zuerst teilweise, später in Gesamtheit von der evangelischen Gemeinde erworben und wieder für Gottesdienste verwendet. Das Gotteshaus trägt heute die Bezeichnung Christuskirche. Über die Kirche des Klosters schreiben Kunsthistoriker: „Sehr bescheidene Anlage mit wenig eingezogenem, gerade geschlossenem Chor. Langhaus zu zwei Jochen. Tonne mit kleinen Stichen. Der Westturm modern.“ (Hofmann/Mader, S. 51)
Die Brautradition des Klosters wurde als Klosterbrauerei Seitz bis zum Zweiten Weltkrieg fortgesetzt. Die Reste des Klosters sind heute noch in Teilen zu erkennen. Sie werden zu Wohnzwecken oder gewerblich genutzt. Der größere Teil der erhaltenen Gebäude befand sich 2007 in einem schlechten baulichem Zustand und war vom Abriss bedroht. 2014 begannen nach archäologischen Grabungen die Sanierungs- und Umgestaltungsarbeiten an dem Klosterhof und dem Dekanatszentrum. 2016 wurden die Umbau- und Sanierungsarbeiten nach Plänen des Pilsacher Architekturbüro Berschneider + Berschneider fertig gestellt.